# Eduard Kaempffer (Baumeister)
Heinrich Wilhelm Theodor Eduard Kaempffer (* 30. Juni 1827 in Strelitz; † 14. Juli 1897 in Leipzig) war ein deutscher Baumeister und Mitglied des Reichstags des Deutschen Kaiserreichs.

## Leben
Eduard Kaempffer wurde als Sohn des Forstmeisters und Großherzoglich mecklenburg-strelitzschen Oberförsters Georg Friedrich August Kaempffer (1796–1873) geboren.
Kaempffer war als Baumeister in Leipzig tätig. Am 8. Dezember 1880 gewann er für die Deutsche Fortschrittspartei eine Ersatzwahl im Reichstagswahlkreis Herzogtum Sachsen-Altenburg und gehörte dem Reichstag bis zum Ende der Legislaturperiode an. Bei der ordentlichen Reichstagswahl im Oktober 1881 verlor er das Mandat an den freikonservativen Kandidaten Karl Vogel. Am 22. Mai 1882 gewann Kaempffer wiederum eine Ersatzwahl für die Fortschrittspartei, diesmal im Reichstagswahlkreis Sachsen 7 (Meißen, Großenhain, Riesa), und gehörte dem Reichstag bis zum Ende der Legislaturperiode im Oktober 1884 an.
Kaempffer zählte zum linken Flügel der Fortschrittspartei und befürwortete eine Zusammenarbeit mit der SPD.